# Szűkszájúbéka-félék

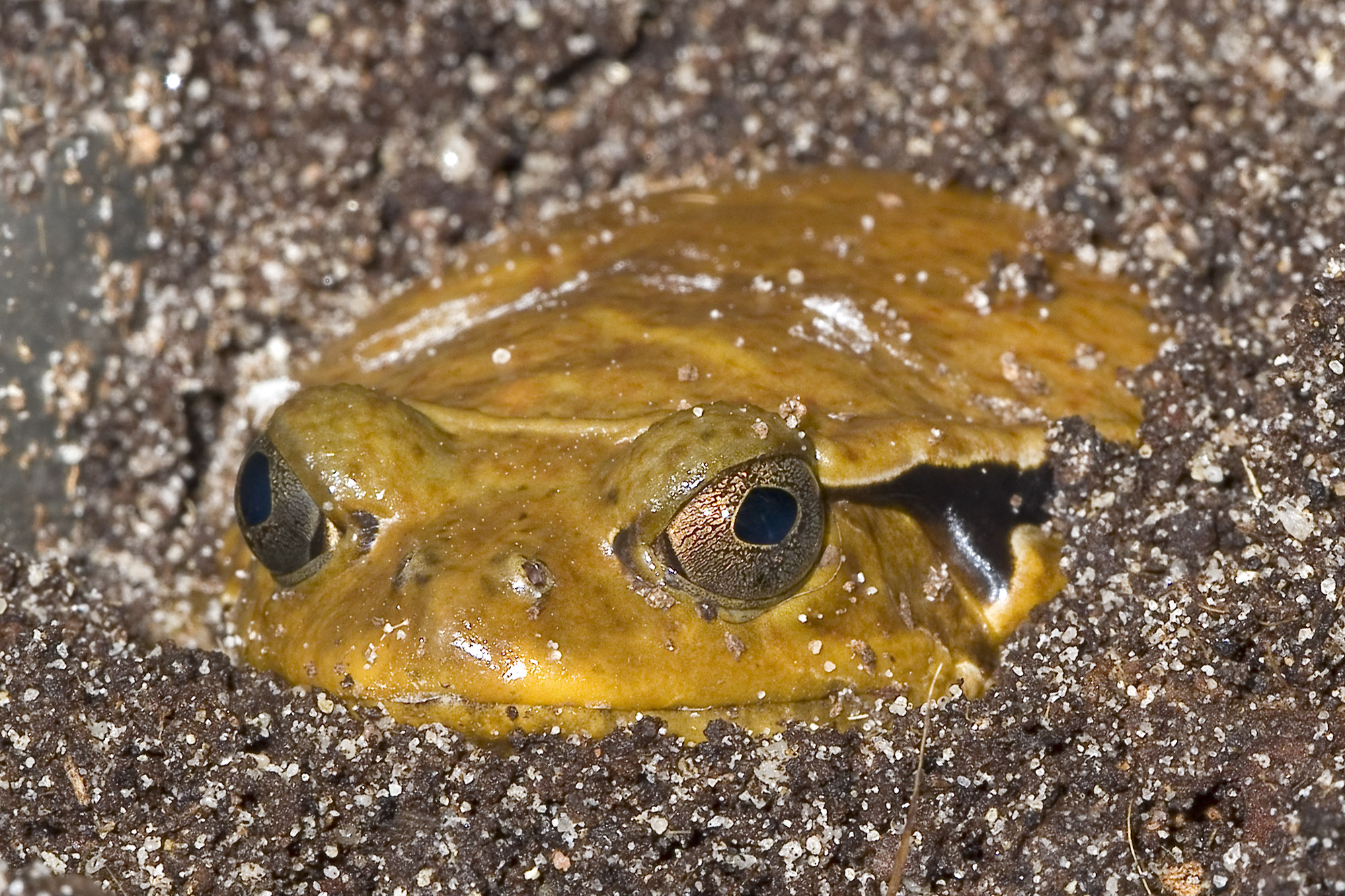
Paradicsombéka (Dyscophus guineti)

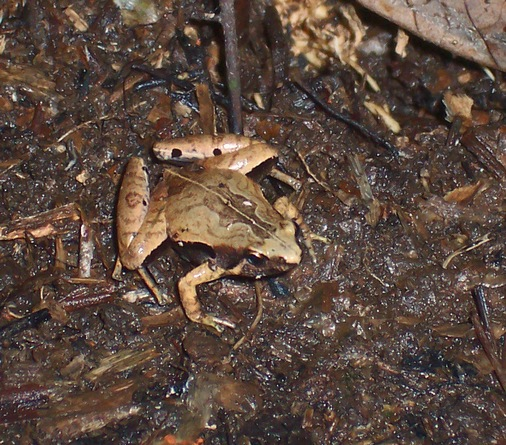
Microhyla achatina

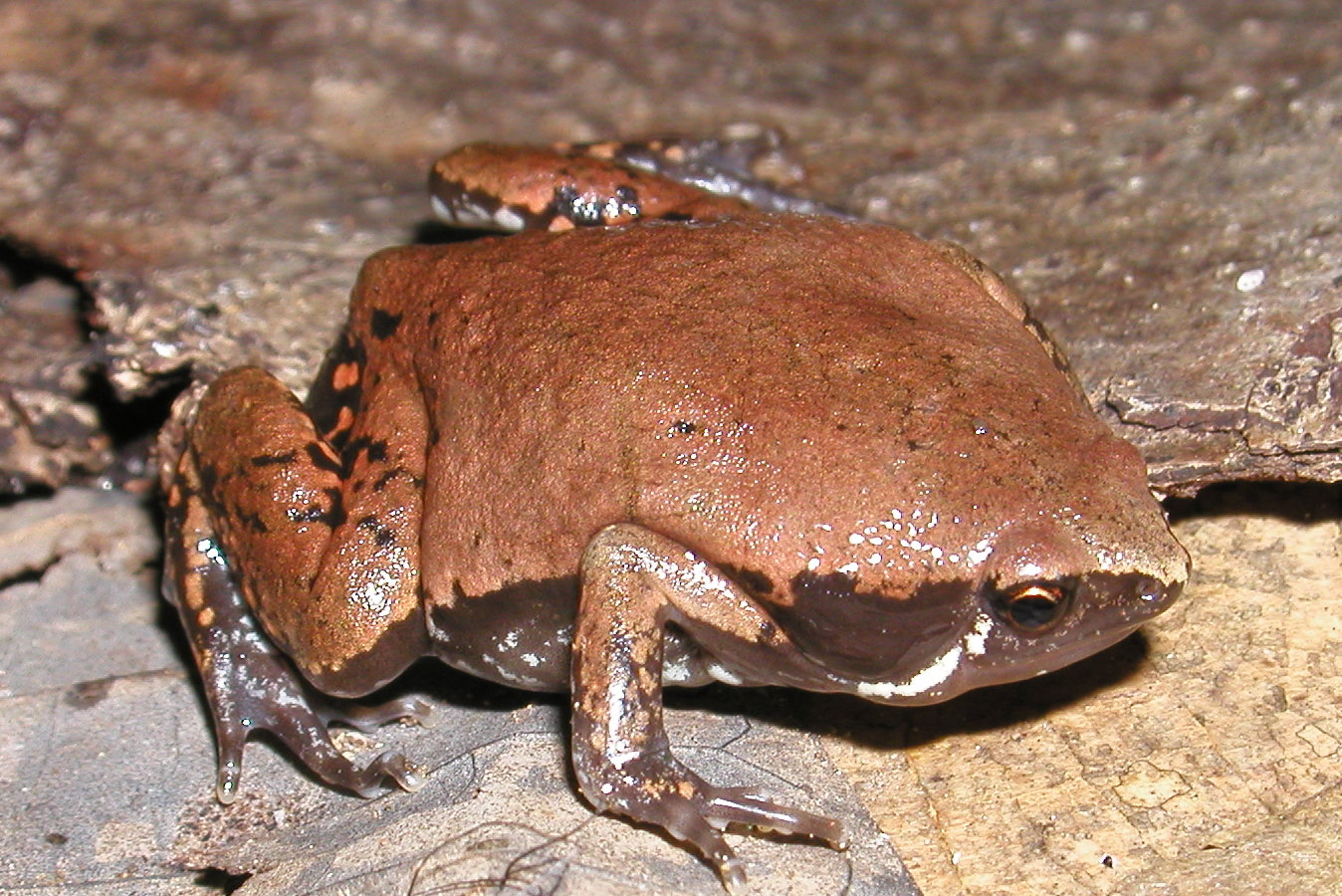
Hypopachus variolosus

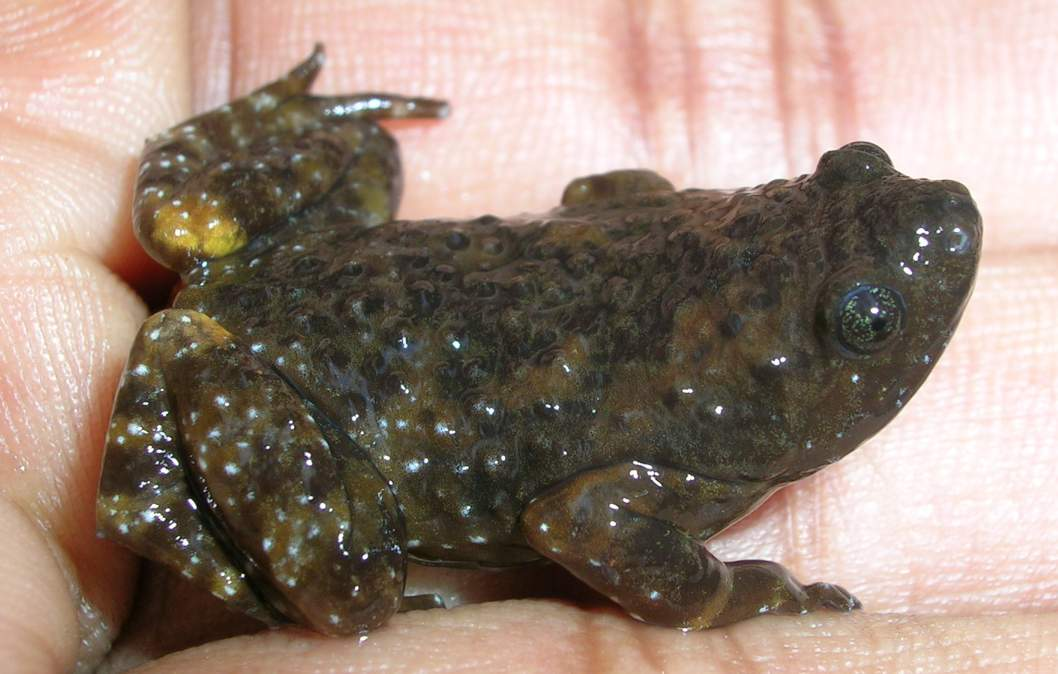
Nyctibatrachus

A szűkszájúbéka-félék (Microhylidae) a kétéltűek (Amphibia) osztályába és  a békák (Anura) rendjébe tartozó  család. A családba 13 alcsalád tartozik.

## Előfordulásuk
Észak-Amerika, Dél-Amerika, Afrika, India, Srí Lanka, Új-Guinea és  Ausztrália területén honosak. Száraz területek áradásos részeinek lakói.

## Megjelenésük
Kis termetű békák, zömmel 15 mm hosszúak, bár némelyik nagyobb is lehet. Tapadókorong van az ujjaik végén.

## Életmódjuk
Táplálékuk hangyákból és termeszekből áll.

## Szaporodásuk
Szaporodásuk az esőzéssel összehangoltan történik.

## Alcsaládok
A családba az alábbi alcsaládok tartoznak:
- Adelastinae Peloso, Frost, Richards, Rodrigues, Donnellan, Matsui, Raxworthy, Biju, Lemmon, Lemmon & Wheeler, 2016
- Asterophryinae Günther, 1858
- Chaperininae Peloso, Frost, Richards, Rodrigues, Donnellan, Matsui, Raxworthy, Biju, Lemmon, Lemmon & Wheeler, 2016
- Cophylinae Cope, 1889
- Dyscophinae Boulenger, 1882
- Gastrophryninae Fitzinger, 1843
- Hoplophryninae Noble, 1931
- Kalophryninae Mivart, 1869
- Melanobatrachinae Noble, 1931
- Microhylinae Günther, 1858 (1843)
- Otophryninae Wassersug & Pyburn, 1987
- Phrynomerinae Noble, 1931
- Scaphiophryninae Laurent, 1946

## Nemek
Az alcsaládokba a következő nemek tartoznak:
Adelastinae alcsalád
- Adelastes Zweifel, 1986

Asterophryinae alcsalád
- Aphantophryne Fry, 1917
- Asterophrys Tschudi, 1838
- Austrochaperina Fry, 1912
- Barygenys Parker, 1936
- Callulops Boulenger, 1888 )
- Choerophryne Van Kampen, 1914
- Cophixalus Boettger, 1892
- Copiula Méhely, 1901
- Gastrophrynoides Noble, 1926
- Hylophorbus Macleay, 1878
- Mantophryne Boulenger, 1897
- Oninia Günther, Stelbrink & von Rintelen, 2010
- Oreophryne Boettger, 1895
- Paedophryne Kraus, 2010
- Siamophryne Suwannapoom, Sumontha, Tunprasert, Ruangsuwan, Pawangkhanant, Korost & Poyarkov, 2018
- Sphenophryne Peters and Doria, 1878
- Vietnamophryne Poyarkov, Suwannapoom, Pawangkhanant, Aksornneam, Duong, Korost & Che, 2018
- Xenorhina Peters, 1863

Cophylinae alcsalád
- Anilany Scherz, Vences, Rakotoarison, Andreone, Köhler, Glaw & Crottini, 2016
- Anodonthyla Müller, 1892
- Cophyla Boettger, 1880
- Madecassophryne Guibé, 1974
- Mini Scherz, Hutter, Rakotoarison, Riemann, Rödel, Ndriantsoa, Glos, Roberts, Crottini, Vences & Glaw, 2019
- Plethodontohyla Boulenger, 1882
- Rhombophryne Boettger, 1880
- Stumpffia Boettger, 1881

Dyscophinae alcsalád
- Dyscophus Grandidier, 1872

Gastrophryninae alcsalád
- Arcovomer Carvalho, 1954
- Chiasmocleis Méhely, 1904
- Ctenophryne Mocquard, 1904
- Dasypops Miranda-Ribeiro, 1924
- Dermatonotus Méhely, 1904
- Elachistocleis Parker, 1927
- Gastrophryne Fitzinger, 1843
- Hamptophryne Carvalho, 1954
- Hypopachus Keferstein, 1867
- Myersiella Carvalho, 1954
- Stereocyclops Cope, 1870

Hoplophryninae alcsalád
- Hoplophryne Barbour & Loveridge, 1928
- Parhoplophryne Barbour & Loveridge, 1928

Kalophryninae alcsalád
- Kalophrynus Tschudi, 1838

Melanobatrachinae alcsalád
- Melanobatrachus Beddome, 1878

Microhylinae alcsalád
- Chaperina Mocquard, 1892
- Glyphoglossus Gunther, 1869 "1868"
- Kaloula Gray, 1831
- Metaphrynella Parker, 1934
- Microhyla Tschudi, 1838
- Micryletta Dubois, 1987
- Mysticellus Garg and Biju, 2019
- Phrynella Boulenger, 1887
- Uperodon Duméril and Bibron, 1841

Otophryninae alcsalád
- Otophryne Boulenger, 1900
- Synapturanus Carvalho, 1954

Phrynomerinae alcsalád
- Phrynomantis Peters, 1867

Scaphiophryninae alcsalád
- Paradoxophyla Blommers-Schlösser and Blanc, 1991
- Scaphiophryne Boulenger, 1882